# Hymenophyllum tenellum
Hymenophyllum tenellum är en hinnbräkenväxtart som först beskrevs av Nicolaus Joseph von Jacquin, och fick sitt nu gällande namn av Oskar Kuhn. Hymenophyllum tenellum ingår i släktet Hymenophyllum och familjen Hymenophyllaceae. Inga underarter finns listade.